# 波岡村
波岡村（なみおかむら）は、千葉県周淮郡（のちに君津郡）にかつて存在した村である。現在の千葉県木更津市の西部に位置している。

## 沿革
- 1889年（明治22年）4月1日 - 町村制施行により、畑沢村、小浜村、大久保村、中烏田村、上烏田村、下烏田村が合併し、周淮郡波岡村が発足。
- 1897年（明治30年）4月1日 - 周淮郡が統合されて君津郡となる。
- 1942年（昭和17年）11月3日 - 木更津町、巖根村、清川村と合併して木更津市が成立。同日波岡村廃止。

## 交通

### 鉄道
- 国鉄（現JR東日本）
  - 房総西線（現内房線）：村域内を通過しているが、駅は存在しなかった。